# Sint-Denijs
Sint-Denijs (Frans: Saint-Genois) is een dorp in het zuiden van de Belgische provincie West-Vlaanderen. Het is een deelgemeente van Zwevegem. Het is een landelijk woon- en landbouwdorp. Sint-Denijs was een zelfstandige gemeente tot aan de gemeentelijke herindeling van 1977.
De gemeente heeft twee patroonheiligen, namelijk Sint-Dionysius en Sint-Genesius, en ontleent haar beide namen aan deze patroonheiligen, respectievelijk, namelijk Sint-Denijs (in het Nederlands) en Saint-Genois (in het Frans)

## Geschiedenis
Diverse vondsten uit silex tonen bewoning aan vanaf het neolithicum. Ook zijn er vondsten uit de tijd van de overgang van de Hallstattcultuur naar de La Tène-periode. Ook werden sporen van een Gallo-Romeinse villa aangetroffen.
In 1156 werd Sint-Denijs voor het eerst vermeld, en wel als villam Sancti Genesii. De dorpsheerlijkheid was afhankelijk van het Bisdom Doornik. Sint-Denijs had sterk te lijden onder de godsdiensttwisten in de tweede helft van de 16e eeuw. In 1646-1647 had Sint-Denijs te lijden onder Franse en Spaanse troepen. Ook in 1655-1659 maakten Franse troepen het dorp onveilig. De Negenjarige Oorlog (1688-1697) leidde tot de aanleg van een Franse verdedigingslinie dwars door het dorp met het Fort Ter Klare als belangrijkste strategisch punt. Pas na 1713 kwam er weer vrede onder Oostenrijks bewind.
In 1881 kwam er een spoorlijn 
Begin 20e eeuw waren de middelen van bestaan beperkt. Veel mensen gingen werken in de Noord-Franse textielindustrie. De enige industrie was een in 1932 opgerichte tapijtweverij. In 1918 werd het dorp zwaar beschadigd door oorlogsgeweld.

## Demografische ontwikkeling
- Bronnen:NIS, Opm:1831 tot en met 1970=volkstellingen; 1976 = inwoneraantal op 31 december

## Bezienswaardigheden
- De molen Ter Claere is een grondzeiler en staat op het hoogste punt van de gemeente (76 meter). Deze molen is maalvaardig. Zijn naam duikt voor het eerst op in 1415. De houten molen werd volledig vernield in 1848. Rond 1854 werd op die plaats een stenen molen gebouwd, die aan het eind van de Eerste Wereldoorlog door de Duitsers werd vernield. De huidige molen dateert van 1923.
- De Sint-Dionysius en Sint-Genesiuskerk
- Den Hul, vroeger de Belvedère geheten, dateert van de achttiende eeuw en was vroeger het zomerverblijf van de bisschoppen van Doornik die in het naburige Helkijn een kasteel hadden. Het bewaarde gedeelte is te zien langs de Kooigemstraat.

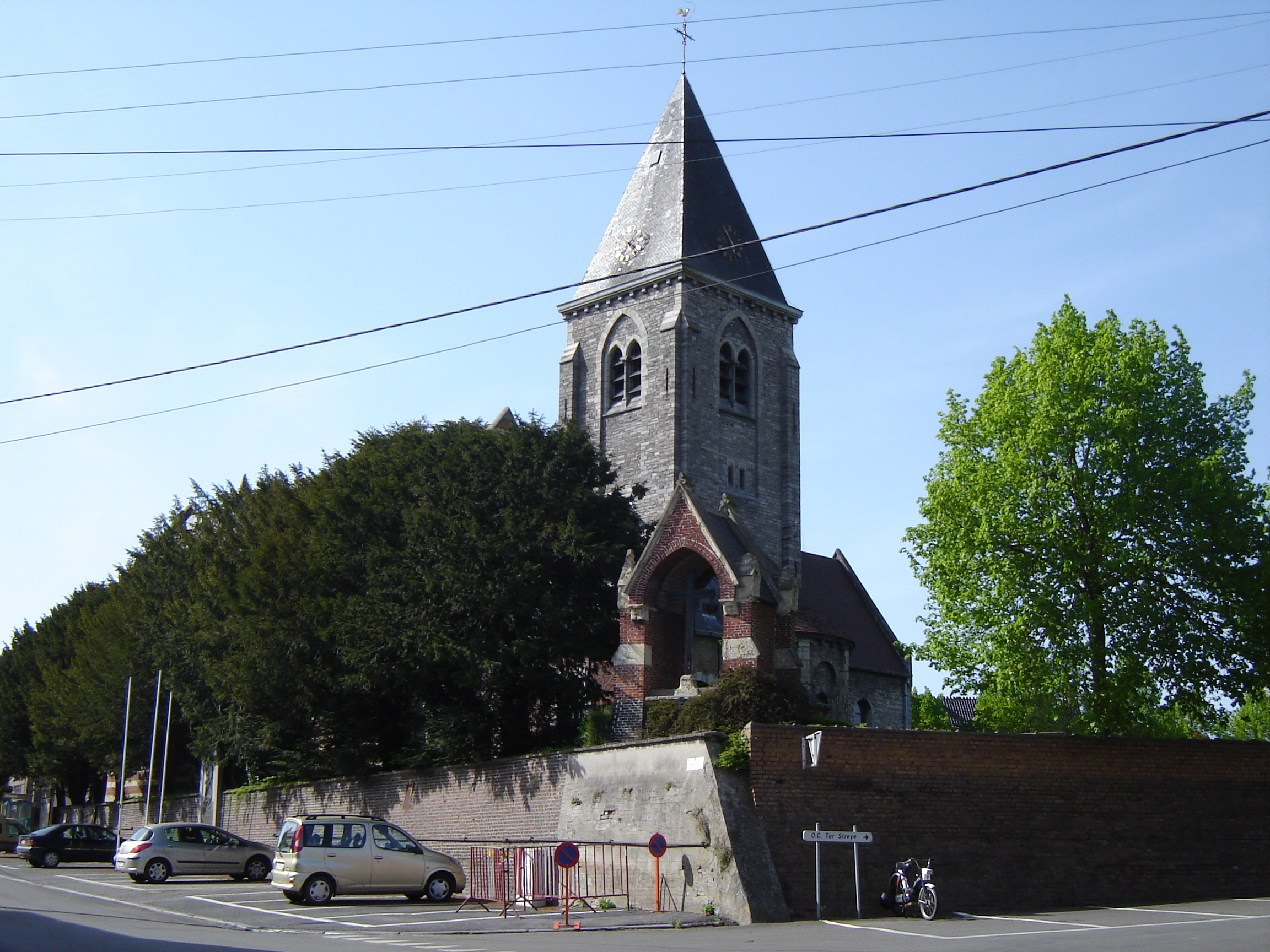
Sint-Dionysius en Sint-Genesiuskerk
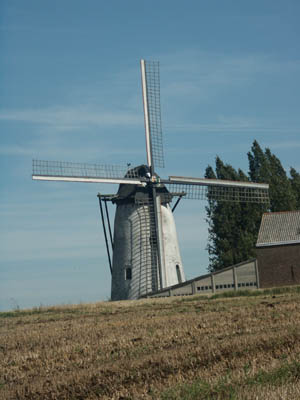
Molen ter Claere

## Natuur en landschap
Sint-Denijs ligt in Zandlemig Vlaanderen en de hoogte bedraagt 17-76 meter. Het Grandvalbos en Kooigembos zijn oude bossen. Daarnaast kent men er het Mortagnebos, het Beerbos en de Lindebermen. De Zandbeek stroomt door het heuvelachtige landschap. Sint-Denijs behoort tot de dunstbevolkte gebieden in Vlaanderen.

## Bekende inwoners
- Gella Vandecaveye, judoka

## Geboren
- Modestus Stephanus Glorieux, priester
- Jan Coucke, martelaar van de Vlaamse Beweging
- Jos Mullie, sinoloog en missionaris

## Nabijgelegen kernen
Helkijn, Kooigem, Moen, Zwevegem
Deelgemeenten: Heestert · Moen · Otegem · Sint-Denijs · Zwevegem

Overige plaatsen: Kappaert · Zwevegem-Knokke

Belgische gemeenten · Arrondissement Kortrijk · West-Vlaanderen · Vlaanderen